# مانيتو سبرينغز (كولورادو)
مانيتو سبرينغز (بالإنجليزية: Manitou Springs, Colorado)‏ هي مدينة تقع في مقاطعة إل باسو بولاية كولورادو في الولايات المتحدة. تبلغ مساحتها 8.2 (كم²)، وترتفع عن سطح البحر 1938 م، بلغ عدد سكانها 4992 نسمة في عام 2010 حسب إحصاء مكتب تعداد الولايات المتحدة .

## معرض صور

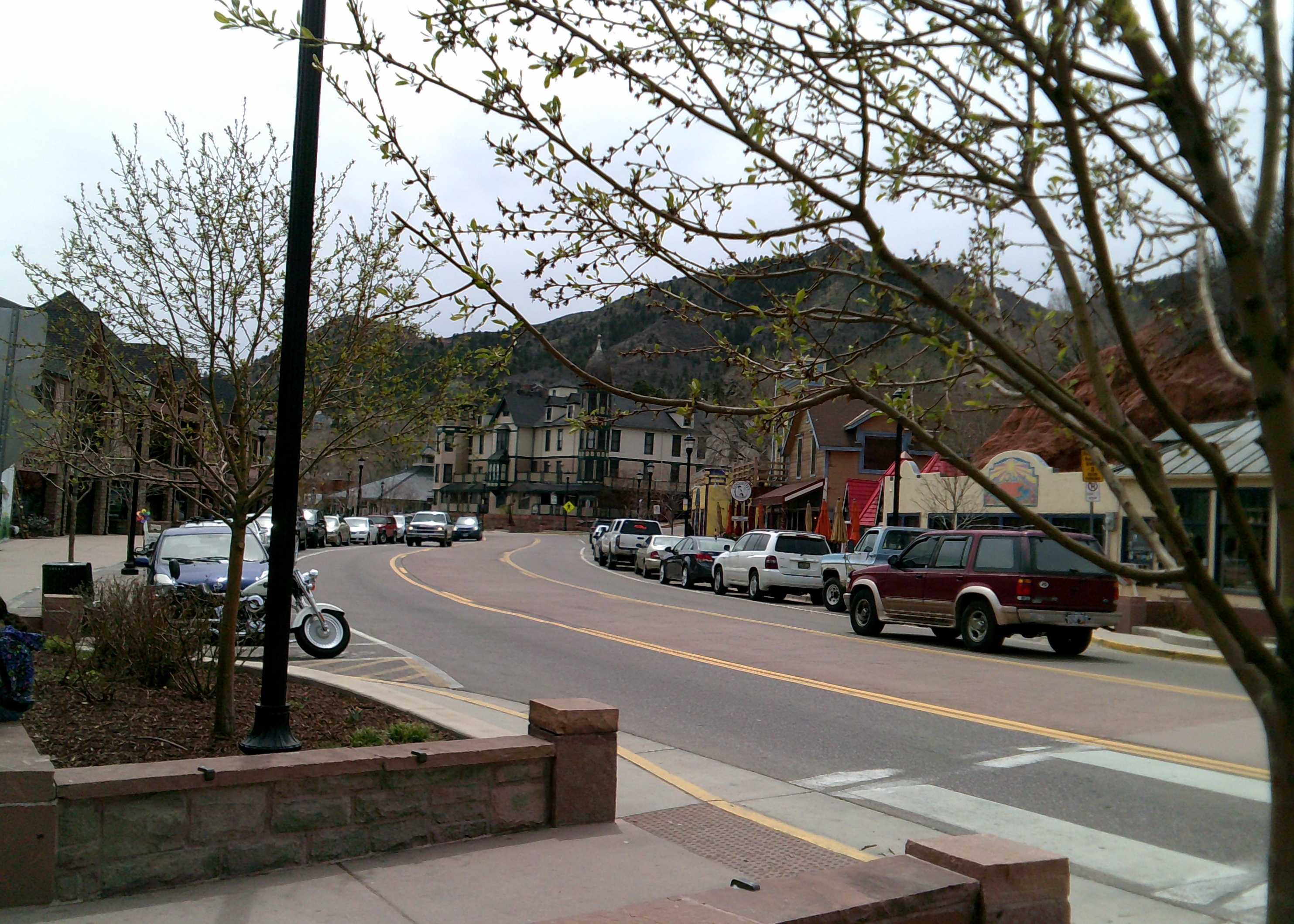
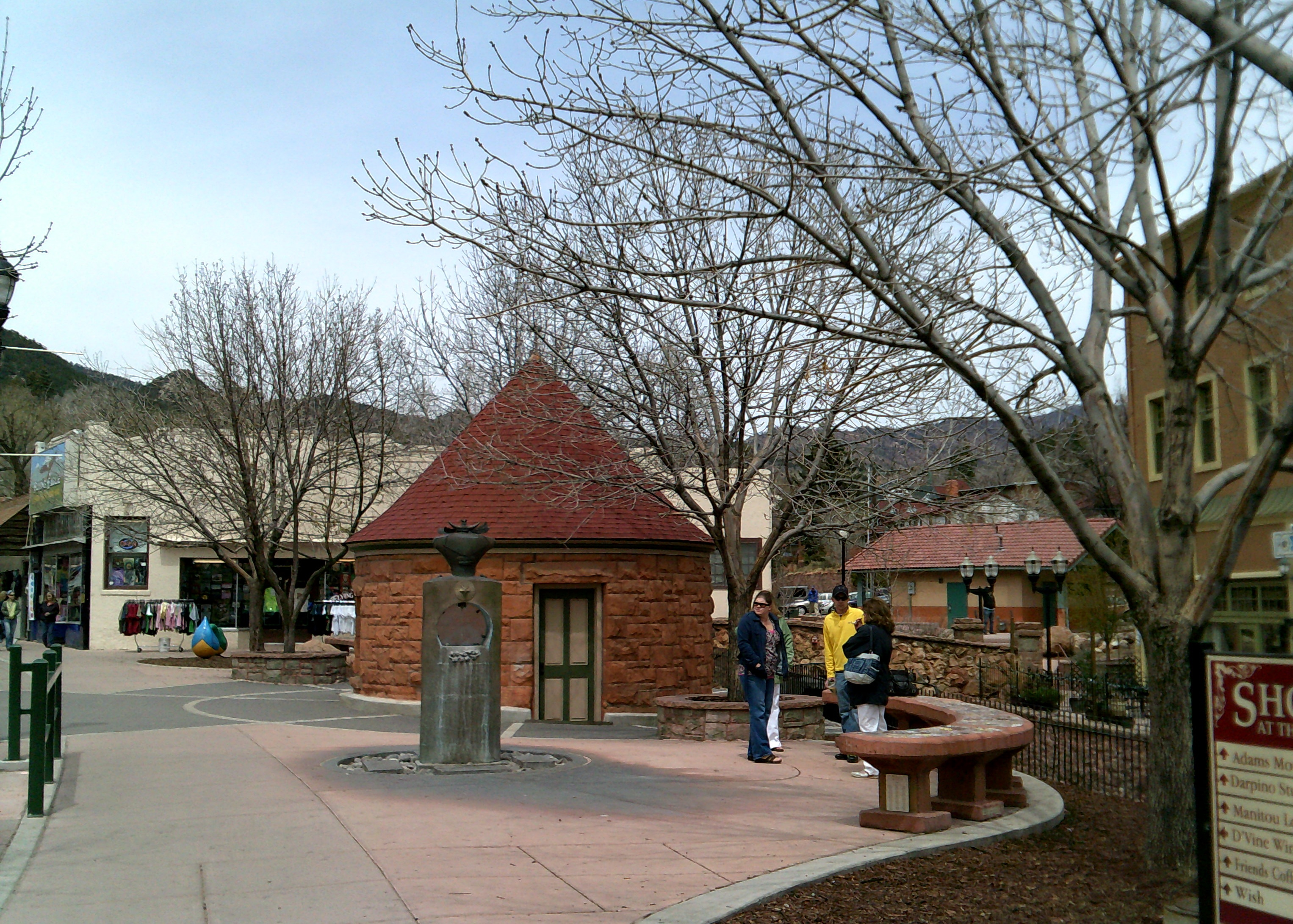
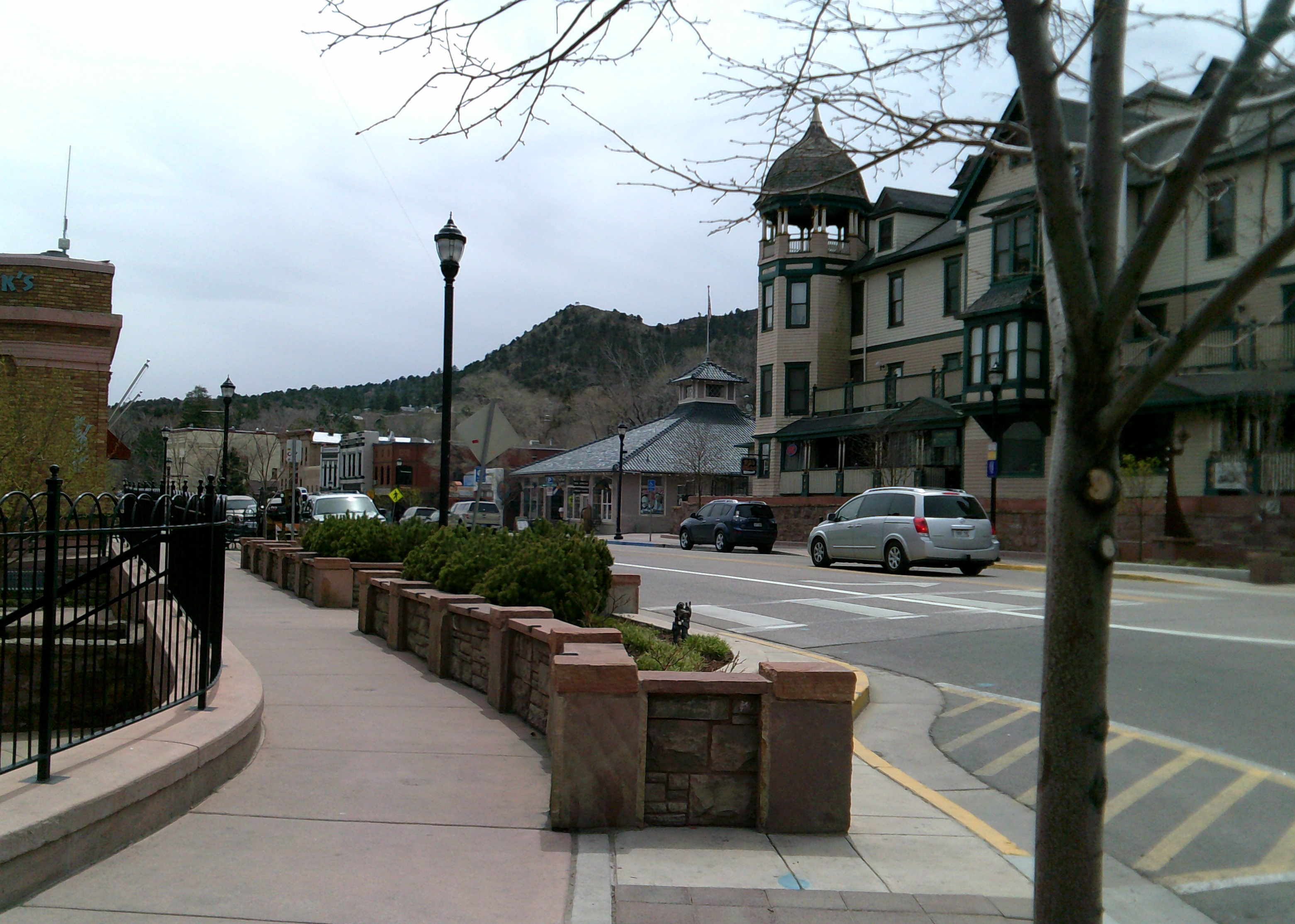